# Нижняя Силезия (провинция)
Ни́жняя Силе́зия (нем. Niederschlesien, пол. Dolny Śląsk) — провинция Пруссии в составе Германии. Существовала в 1919—1938 и затем снова в 1941—1945 годах. Столица — город Бреслау. Была образована путём разделения провинции Силезия на две новые — Нижнюю и Верхнюю Силезию, и включала в себя её два западных округа. Территория провинции не совпадает полностью с территорией одноимённой исторической области. Кроме неё, в состав провинции входили несколько верхнелужицких районов (Гёрлиц, Хойерсверда и др.), до 1815 года принадлежавших королевству Саксония.

## История

### Веймарская республика
В 1919 году из территории провинции Силезия была выделена новая провинция — Верхняя Силезия, при этом оставшаяся часть переименована в Нижнюю Силезию. Этим шагом была предпринята попытка дать верхнесилезским славянским народам больше автономии.
Территория провинции Нижняя Силезия состояла из двух западных административных округов бывшей провинции Силезия:
1. Административный округ Лигниц, центр — Лигниц
2. Административный округ Бреслау, центр — Бреслау

Согласно Версальскому договору, Германия была вынуждена передать Польше части нижнесилезских районов Гурау, Милич, Гросс-Вартенберг и Намслау.

### Третий рейх
После прихода к власти национал-социалистов в 1933 году и началом политики гляйхшальтунга провинции фактически утратили своё значение, а власть обер-президента всё больше входила в конфликт с властью гауляйтеров партийных гау. Де-факто уже с 1933 года обе провинции Нижняя и Верхняя Силезия управлялись в одном лице — гауляйтера гау Силезия. В 1938 году обе провинции были объединены уже официально в единую провинцию Силезия, однако после оккупации в 1939 году части Польши и Чехословакии и включения значительных территорий в состав провинции Силезия в январе 1941 года она снова была разделена на Нижнюю и Верхнюю Силезию. Провинция Нижняя Силезия снова состояла из двух округов — Лигниц и Бреслау.
В 1941 году также были созданы гау Нижняя Силезия и гау Верхняя Силезия, гауляйтеры которых также переняли функции обер-президентов соответствующих провинций.

### Послевоенное развитие
После 1945 года территория провинции почти целиком оказалась под польским управлением. Лишь небольшая часть осталась в составе Германии и сегодня входит в состав федеральных земель Саксония (Гёрлиц, Хойерсверда, Ротенбург, Вайсвассер, Ниски) и Бранденбург (Руланд и Ортранд).

## Население

### Веймарская республика
Территория и население провинции Нижняя Силезия в 1925 году:
| Административный округ | Площадь, км² | Население, чел. | Количество районов | Количество районов |
| Административный округ | Площадь, км² | Население, чел. | сельских           | городских          |
| ---------------------- | ------------ | --------------- | ------------------ | ------------------ |
| Округ Бреслау          | 12.999       | 1.897.172       | 23                 | 4                  |
| Округ Лигниц           | 13.617       | 1.235.156       | 19                 | 5                  |
| Всего по провинции     | 26.616       | 3.132.328       | 42                 | 9                  |

Религиозный состав населения в 1925 году: 67,7 % — протестанты; 29,6 % — католики; 0,2 % — другие христианские конфессии; 1,0 % — евреи; 1,6 % — прочие конфессии.
По состоянию на 1925 год около 13,2 % населения провинции проживало в городах с населением более 100 тысяч человек. При этом около 52,0 % населения проживало в населённых пунктах с менее чем 2 тысячами жителей. Крупнейшими городами провинции являлись (численность населения также указана на 1925 год):
- Бреслау (округ Бреслау) — 557.139 чел.
- Гёрлиц (округ Лигниц) — 85.920 чел.
- Лигниц (округ Лигниц) — 73.123 чел.
- Вальденбург (округ Бреслау) — 44.111 чел.
- Швайдниц (округ Бреслау) — 30.758 чел.

### Третий рейх
Площадь и численность населения округов Бреслау и Лигниц по состоянию на 17 мая 1939 года в границах на 1 января 1941 года и количество районов на 1 января 1941 года (на указанный момент обе провинции Верхняя и Нижняя Силезия на короткое время снова были объединены в единую провинцию Силезия):
| Административный округ | Площадь, км² | Население, чел. | Количество районов | Количество районов |
| Административный округ | Площадь, км² | Население, чел. | сельских           | городских          |
| ---------------------- | ------------ | --------------- | ------------------ | ------------------ |
| Округ Бреслау          | 12.957,64    | 1.971.829       | 18                 | 4                  |
| Округ Лигниц           | 14.023,41    | 1.314.710       | 17                 | 4                  |
| Всего по округам       | 26.981,05    | 3.286.539       | 35                 | 8                  |

## Обер-президенты
Пост обер-президента введён в Пруссии согласно указу от 30 апреля 1815 года об улучшении провинциального управления (нем. Verordnung wegen verbesserter Einrichtung der Provinzial-Behörden).
| Годы      | Обер-президент                  | Партия                      |
| --------- | ------------------------------- | --------------------------- |
| 1919—1920 | Феликс Филипп                   | СДПГ                        |
| 1920—1928 | Герман Циммер                   | СДПГ                        |
| 1928—1932 | Герман Людеман                  | СДПГ                        |
| 1932—1933 | Фриндрих фон Дегенфельд-Шонбург | НННП                        |
| 1933—1934 | Гельмут Брюкнер                 | НСДАП                       |
| 1935—1938 | Йозеф Вагнер                    | НСДАП                       |
| 1938—1941 | (провинция не существовала)     | (провинция не существовала) |
| 1941—1945 | Карл Ханке                      | НСДАП                       |

Гельмут Брюккнер в 1933—1935 годы и Йозеф Вагнер в 1935—1938 годы одновременно были также и обер-президентами провинции Верхняя Силезия и гауляйтерами партийного гау Силезия. Вагнер также возглавил и объединённую провинцию Силезия в 1938—1941 годах.